# مازنغر
مازنغر (باليابانية: マジンガー) هي سلسلة مانغا وأنمي تصور شخصية ميكا.
مازنغر هو رجل آلي وسوبر روبوت قام بصنعه الدكتور جيزو جد كوجي كابوتو قائد المازنغر.

## القصة
قام الدكتور هيل بشن هجوم شامل على اليابان بقيادة البارون آرشلر وجيش المكنيز ودمروا مدينة طوكيو وفجأة يظهر البطل مازنجر زد الذي صنعه جد كوجي كابوتو للتصدي لجيش المكنيز وساعده جريت مازنغر الذي صنعه الدكتور كابوتو أب كوجي كابوتو.
و قائد جريت مازنجر هو تيتسويا ولم يستطيعا التصدي لجيش المكنيز وتم أسر مازنغر زد وحوله البارون آرشلر إلى آلي شرير
و هاجم به مختبر أبحاث الفوتون وعندما أوشك أن يدمر المختبر ظهر مازنكايزر وبدأت القصة.

## المواصفات
- الطول : 28 متر
- الوزن : 39 طن
- المعدن : تشوغن نيو زد ألفا

## الأسلحة
- شعاع العين : شعاع يطلق من العين من طاقة الفوتون يستعمل لإذابة الخصم وأحيانا القطع وهو فتاك ومدمر.
- صاروخ البطن : صاروخ مدمر وذو قوة كبيرة تفجر الخصم بكل سهولة ويخرج من البطن.
- الرياح ذات الضغط العالي : رياح جبارة تستعمل لأذابة الخصم وأحيانا لإبعاده ويمكنها أن تدمر مدينة.
- القبضتين القاطعتين : يطلق يده ولا تمر على شيء إلا وأحدثت فيه ضرر كبير وبإمكانها اختراق مركبات ضخمة.
- النار الصدرية : هي نار مصطنعة جبارة يمكنها أن تذوب مدينة كاملة إذا مرت عليها كاملة.
- شعاع الجليد : سلاح يستخدم لتجميد الخصم مكانه بسرعة فائقة جدا.
- الجناح القاطع : يستخدم هذا السلاح في تقطيع الأشياء الكبيرة جدا والتي ضعف حجمه مرات كثيرة جدا وهو لا يمر على شيء إلا وقطعه.
- الانفجار النووي الكبير : هذا السلاح هو الأخير ويستخدم لإنهاء الخصوم حتى على بعد كيلو ميترات كثيرة وهو أقوى من الانفجار النووي.

## إصدارات
- مازنجر زد
- مازنجر العظيم
- مغامرات الفضاء: يوفو - جريندايزر
- مازنجر الذهبي

## وصلات خارجية
- مازنغر على موقع IMDb (الإنجليزية)
- مازنغر على موقع فيلمافينيتي (الإسبانية)
- مازنغر على موقع كينوبويسك (الروسية)
- مازنغر على موقع قاعدة بيانات الفيلم (الإنجليزية)
- مازنغر على موقع ANN anime (الإنجليزية)
- مازنغر على موقع ANN manga (الإنجليزية)

- www.bandaivisual.co.jp/mazinger نسخة محفوظة 21 فبراير 2009 على موقع واي باك مشين.
- bandaivisual.co.jp/mazinger/series نسخة محفوظة 5 يونيو 2011 على موقع واي باك مشين.